# Бугарска на Светском првенству у атлетици у дворани 2022.
Бугарска је учествовала на 18. Светском првенству у атлетици у дворани 2022. одржаном у Београду од 18. до 20. марта. Бугарска је учествовала на свим Светским првенствима у дворани до данас. У свом осаманестиом учествовању репрезентацију Бугарске представљала је 1 атлетичарка која се такмичила у скоку увис.,
На овом првенству такмичарка Бугарске није освојила ниједну медаљу нити је остварила неки резултат.
У табели успешности према броју и пласману такмичара који су учествовали у финалним такмичењима (првих 8 такмичара) Бугарска је са 1 учесником у финалу делила 49. место са 1 бодом.
| Плас. | Земља    | 1. место | 2. место | 3. место | 4. место | 5. место | 6. место | 7. место | 8. место | Бр. финал. | Бод. |
| ----- | -------- | -------- | -------- | -------- | -------- | -------- | -------- | -------- | -------- | ---------- | ---- |
| =48.  | Бугарска | 0        | 0        | 0        | 0        | 0        | 0        | 0        | 1        | 1          | 1    |

## Учесници
Жене:
- Мирела Демирева — Скок увис

## Резултати

### Жене
| Атлетичарка     | Дисциплина | Лични рекорд | Финале   | Финале | Детаљи |
| Атлетичарка     | Дисциплина | Лични рекорд | Резултат | Место  | Детаљи |
| --------------- | ---------- | ------------ | -------- | ------ | ------ |
| Мирела Демирева | Скок увис  | 2,00 о       | 1,88     | 8 / 12 |        |